# Kelly Dulfer
Kelly Dulfer (født 21. marts 1994 i Schiedam) er en hollandsk håndboldspiller, der spiller for Győri ETO KC i Ungarn og på det Hollands kvindehåndboldlandshold. Hun deltog under Møbelringen Cup 2013. Hun har tidlige spillet i København Håndbold.
Hun var også med til at vinde VM-guld for Holland, ved VM i kvindehåndbold 2019 i Japan, efter finalesejr over Spanien, med cifrene 30-29.